# کاهالو (هاوایی)
کاهالو (به انگلیسی: Kahaluu) یک منطقهٔ مسکونی در ایالات متحده آمریکا است که در هاوایی واقع شده‌است. کاهالو ۱۱٫۷ کیلومتر مربع مساحت و ۴٬۷۳۸ نفر جمعیت دارد و ۲٫۱۳ متر بالاتر از سطح دریا واقع شده‌است.